# Katarzyna Nowakowska-Sito
Katarzyna Nowakowska-Sito (ur. 17 stycznia 1963 w Warszawie) – historyk sztuki, muzealnik.

## Życiorys
Absolwentka historii sztuki na Uniwersytecie Warszawskim oraz studiów doktoranckich w Instytucie Sztuki PAN w Warszawie. Stopień doktora nauk humanistycznych otrzymała w 1994 na podstawie dysertacji pisanej pod kierunkiem prof. dra hab. Wiesława Juszczaka, pt. "Antyk i mit w sztuce polskiej przełomu XIX i XX wieku", wydanej w 1996 w formie książkowej pt. "Między Wawelem a Akropolem", za którą otrzymała nagrodę im. ks. prof. Szczęsnego Dettloffa.
W latach 1992–2011 związana zawodowo z Muzeum Narodowym w Warszawie, kustosz dyplomowany, w latach 1996-2011 kurator Zbiorów Sztuki Współczesnej. Autorka wielu wystaw, z czego dwie, poświęcone sztuce dwudziestolecia międzywojennego: Stowarzyszenie Artystów Polskich „Rytm” 1922-1932 (2001) oraz Wyprawa w dwudziestolecie (2008), otrzymały I nagrodę w konkursie MKiDN „Sybilla” na najważniejsze wydarzenie muzealne roku.
Od 2013 do 2015 pełniła funkcję p.o. zastępcy dyrektora ds. wystaw i zbiorów w Muzeum Historii Żydów Polskich. Od 2016 członek zespołu Muzeum Historii Polski.
Specjalistka z zakresu sztuki XIX i XX wieku, ze szczególnym uwzględnieniem okresu ok. 1900 i 1918-1939, problematyki recepcji antyku w sztuce nowoczesnej oraz interpretacji zjawisk sztuki polskiej w kontekście relacji międzynarodowych. Stypendystka The Warburg Institute, University of London (Andrew Mellon Program, 1994), The Robert Anderson Trust (2006). 
Prowadzi działalność dydaktyczną, w latach 1995-2010 była wykładowcą historii sztuki XX wieku w Europejskiej Akademii Sztuk w Warszawie (EAS). Członek Stowarzyszenia Historyków Sztuki (Sekretarz Generalny SHS w latach 1998-2003, od 2016 skarbnik Zarządu Głównego i wiceprezes Zarządu Oddziału Warszawskiego) oraz International Council of Museums (ICOM), od 2016 członkiem prezydium ICOM Poland.

## Wybrane publikacje
- Tamara de Lempicka and Poland [w:] Gioia Mori, Tamara de Lempicka. The Queen of Modern, s. 65-95, SKIRA, Milano 2011, ISBN 978-88-572-0931-9
- Polonia-Italia: Artistic Relations and Reception of Contemporary Italian Art in Poland between-the-two-wars [w:] Reinterpreting the Past. Traditionalist Artistic Trends in Central and Eastern Europe of the 1920s and 1930s, ed. I. Kossowska, Warszawa 2010, p. 169-182, ISBN 83-89101-96-3
- Wyprawa w dwudziestolecie. Katalog wystawy w Muzeum Narodowym w Warszawie. Warszawa 2008, ISBN 978-83-7100-833-7
- Galeria Sztuki Polskiej XX wieku/ Gallery of 20th Century Art. Odsłony kolekcji 1945-1955/ Uncovering the Collection in 1945-55. Przewodnik po Galerii Muzeum Narodowego w Warszawie, Warszawa 2007, ISBN 978-83-7100-896-2
- W kręgu Rytmu. Sztuka polska lat dwudziestych. Materiały sesji w Muzeum Narodowym w Warszawie, Warszawa 2006, ISBN 83-7100-375-7
- Kunst und Künstler der Zweiten Republik. Haltungen – Relationen - Kontexte [w:] Der neue Staat. Zwischen Experiment und Repräsentation. Polnische Kunst 1918-1939. Katalog wystawy w Leopold Museum w Wiedniu, red. R. Schuler, G. Gawlik, HatjeCantzVerlag 2003, s. 161-171, ISBN 3-7757-1296-8
- Stowarzyszenie Artystów Polskich Rytm (1922-1932). Katalog wystawy w Muzeum Narodowym w Warszawie, Warszawa 2001, ISBN 83-7100-015-4
- TOSSPO – propaganda sztuki polskiej zagranicą w dwudziestoleciu międzywojennym [w:] Sztuka i władza. Materiały sesji w Instytucie Sztuki PAN, red. D. Konstantynów, R. Pasieczny, P. Paszkiewicz, Warszawa 2001, s. 143-, ISBN 83-85938-59-1
- Między Wawelem a Akropolem. Antyk i mit w sztuce polskiej przełomu XIX i XX wieku, Warszawa 1996, ISBN 83-85408-54-1
- Homer i archeologia. Stanisława Wyspiańskiego ilustracje do „Iliady” (1896-98) „Rocznik Historii Sztuki” T.XXII: 1996, s. 155-192, ISSN 0080-3472
- Apollo-System Kopernika. Studium o witrażu Wyspiańskiego, „Folia Historiae Artium”, T. XXIX: 1993, s. 151-168, PL ISSN 0071-6723
- Wokół „Pochodni Nerona” Henryka Siemiradzkiego, „Rocznik Krakowski”, T. LVIII: 1992, s. 103-119, ISBN 83-85483-57-8